# Kanton Massy-Ouest
Kanton Massy-Ouest is een voormalig kanton van het Franse departement Essonne. Kanton Massy-Ouest maakte deel uit van het arrondissement Palaiseau en telde 19 396 inwoners (1999). Het werd opgeheven bij decreet van 24 februari 2014, met uitwerking op 22 maart 2015.

## Gemeenten
Het kanton Massy-Ouest omvatte de volgende gemeente:
- Massy : 19 396 inwoners (deels)